# Passage de Gergovie
Le passage de Gergovie est une voie pavée du 14e arrondissement de Paris, en France.

## Situation et accès
Le passage de Gergovie est situé dans le 14e arrondissement de Paris. Il débute au 10, rue de Gergovie et se termine au 128, rue Vercingétorix.

## Origine du nom

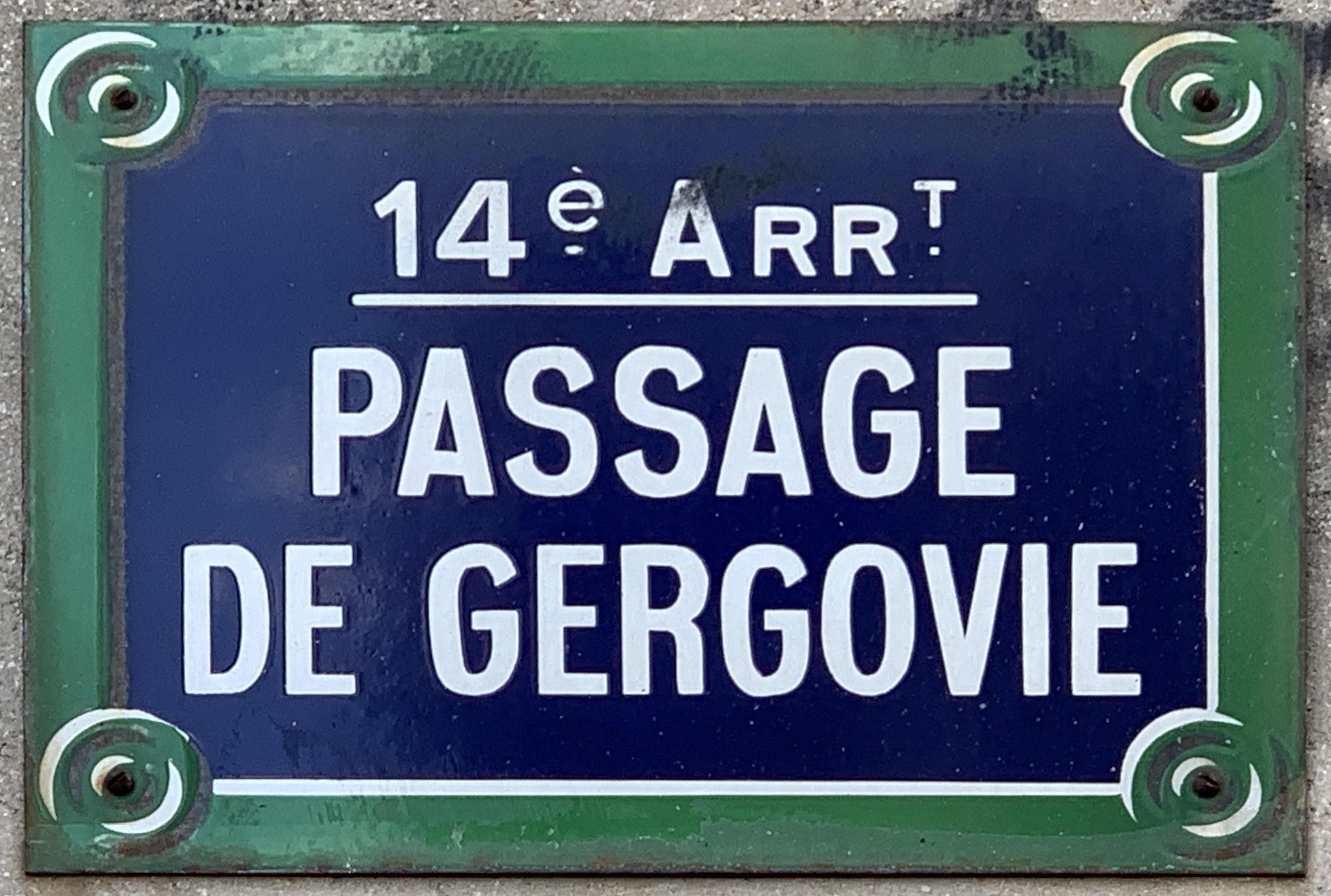
Plaque du passage.

Elle porte le nom de la ville de Gaule, Gergovie, assiégée par César, en raison de sa proximité avec la rue éponyme.

## Historique
La voie est ouverte en 1837 sous le nom de « passage Lemoine » et prend sa dénomination actuelle le 1er février 1877.